# Auf und davon – Mein Auslandstagebuch
Auf und davon – Mein Auslandstagebuch ist eine Doku-Serie, die seit dem 16. April 2007 vom deutschen Sender VOX ausgestrahlt wird.

## Inhalt
Die Fernsehserie gehört zum Format der Doku-Soaps. In der Reihe Auf und davon – Mein Auslandstagebuch begleitet VOX junge Menschen, die zum ersten Mal in ihrem Leben ihre Familien, ihre Freunde und ihre Heimat verlassen, um einige Zeit im Ausland zu verbringen. Außerdem werden Jugendliche oder junge Erwachsene begleitet, die für ein paar Monate zu Besuch bei Deutschen sind. Die Teilnehmer nehmen ihre Erlebnisse und Eindrücke mit einer Handkamera auf.
Die Reportagen mit Portrait-Charakter nehmen im Schnitt einen Umfang von 104 Minuten ein. Die Begleitung der Protagonisten durch die Produktionsfirma sieht ein bis zwei Tage in Deutschland und rund zehn Tage im Ausland vor.

## Ausstrahlung
Ab April 2007 wurden zunächst zehn Folgen Auf und davon – Mein Auslandstagebuch gesendet. Nachdem diese im Nachmittagsprogramm bis zu 12,8 Prozent Marktanteile in der werberelevanten Zielgruppe erreichen konnten, strahlte VOX ab dem 15. Juli 2007 sonntags zur Primetime acht neue Folgen aus. Diese waren jedoch nur wenig erfolgreich, sodass die Sendung ab Ende September 2007 erneut werktags 16 Uhr ausgestrahlt wurde.

## Kritik
Ehemalige Teilnehmer beklagten immer wieder in verschiedenen Foreneinträgen, dass Ereignisse übertrieben oder falsch dargestellt wurden. Weiterhin wurde moniert, dass Szenen teilweise oder vollständig für die Kamera inszeniert wurden. Es werde der Eindruck vermittelt, dass der Zuschauer live dabei sei, in Wirklichkeit werden aber lange Zeiträume von mehreren Monaten einfach übersprungen. Die Sendung blende alles aus, was nicht ins Konzept passe. Fakten würden vermischt, Klischees bedient, manche Geschichten gar nicht weitererzählt.